# Pengornis
Pengornis es un género extinto de avialano perteneciente al clado Enantiornithes, siendo el más grande conocido dentro de este grupo. Habitó en el Cretácico inferior del noreste de China. Su nombre deriva de "Peng", que se refiere a un ave mitológica del folclore chino, y "-ornis", que significa pájaro en griego.
Pengornis se conocía originalmente a partir de un único fósil adulto, descrito por Zhou et al. en 2008. Este holotipo se encuentra en la colección del Instituto de Paleontología y Paleoantropología de Vertebrados de Pekín, China. Su número de acceso es IVPP V15336. Fue recolectado en la Formación Jiufotang, en Dapingfang, Chaoyang, Liaoning, China. Un segundo ejemplar juvenil, IVPP V18632, fue descrito por Hu, Zhou y O'Connor en 2014. En 2015, se le asignó el nombre de Parapengornis.
Pengornis muestra caracteres de la cabeza humeral, el acromion y las vértebras cervicales anteriores, que anteriormente solo se conocían en miembros de Ornithurae. Un análisis filogenético de Zhou et al. reduce a solo tres el número de caracteres que apoyan la monofilia de Enantiornithes. Por lo tanto, Pengornis respalda la posibilidad de que Enantiornithes y Ornithurae no sean clados distintos.<ref name="Zhou et al. 2008">Zhou, Z. et al. (2008) Insight into diversity, body size and morphological evolution from the largest Early Cretaceous enantiornithine bird. Journal of Anatomy, 212, pp565–577. doi 10.1111/j.1469-7580.2008.00880.x</ref